# 圣嘉禄堂 (比亚里茨)
圣嘉禄堂（法語：Église Saint-Charles）是一座罗马天主教教堂,位于法国新阿基坦大区大西洋比利牛斯省比亚里茨，属于天主教巴约讷教区的岩石圣母堂区（Notre-Dame-du-Rocher）。主保圣人是圣嘉禄·鲍荣茂.

## 历史

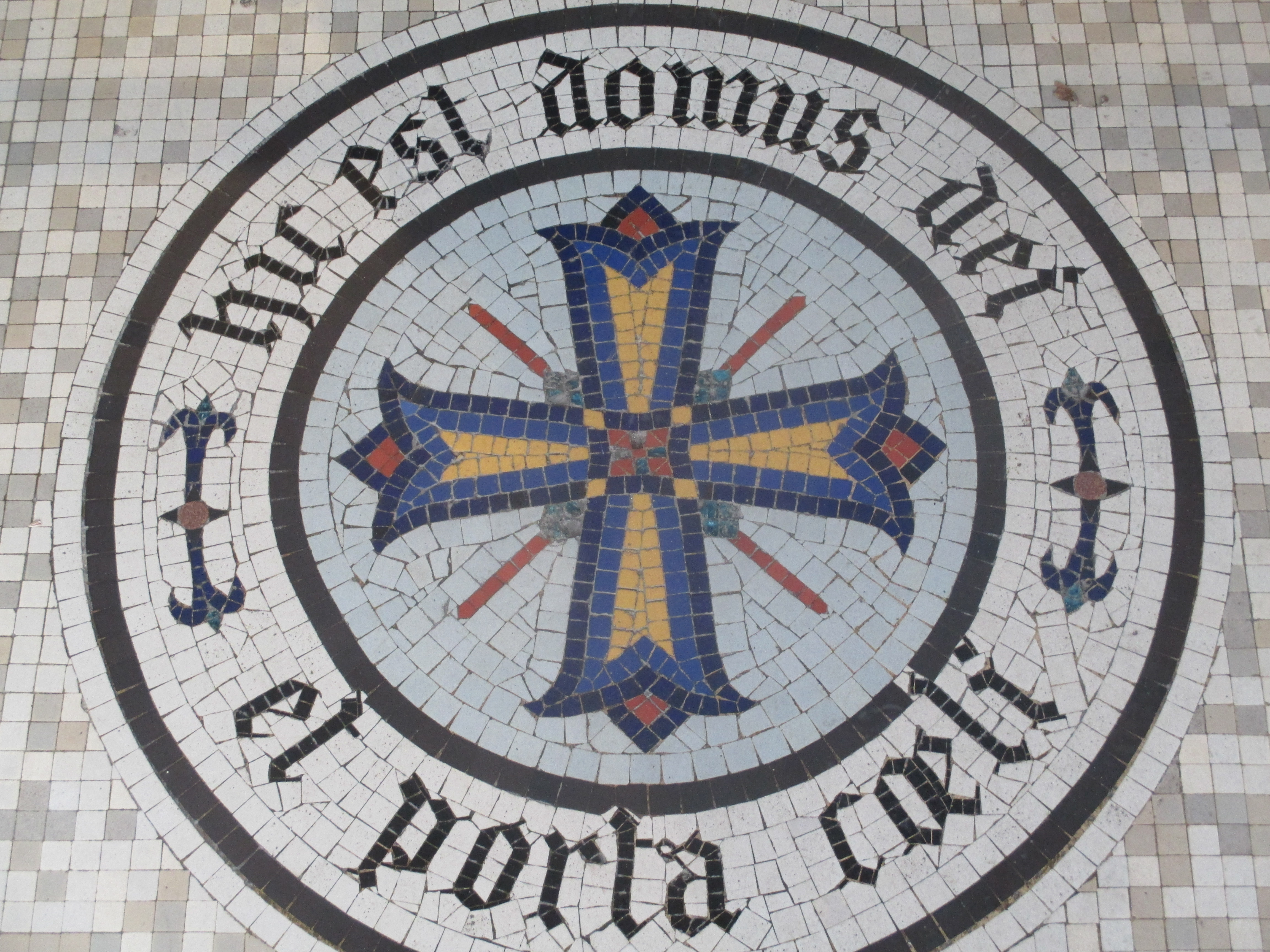
Mosaïque de l'entrée : Ici, c'est la maison de Dieu et la porte du Ciel.

查尔斯·赫扎德（Charles Hézard）是比亚里茨盐水浴场协会（Biarritz Salins Thermes Society）的主席和布里斯库盐水浴场的创始人，他在盐水浴场地下室为好奇者开设了一个演讲厅，其中一些人由于健康状况，无法前往较远的圣玛尔定堂（église Saint-Martin）。1885年，纪尧姆·拉福斯（Guillaume Lafosse）受雇于巴拉斯酒店，并与流亡的歐珍妮·德·蒙提荷关系密切，提供一块土地建造一座小堂，为当时正在扩张的盐浴区服务。赫扎德先生成立了一个委员会来资助这座教堂的建设，由拉罗什富科家族加斯顿伯爵主持。教堂为新罗马式风格，由Camiade公司和建筑师Mondet建造。该堂建于1898年8月28日。花窗玻璃 是维里埃（Mauméjean）的作品。.教堂供奉赫扎德先生的主保圣人圣嘉禄·鲍荣茂。

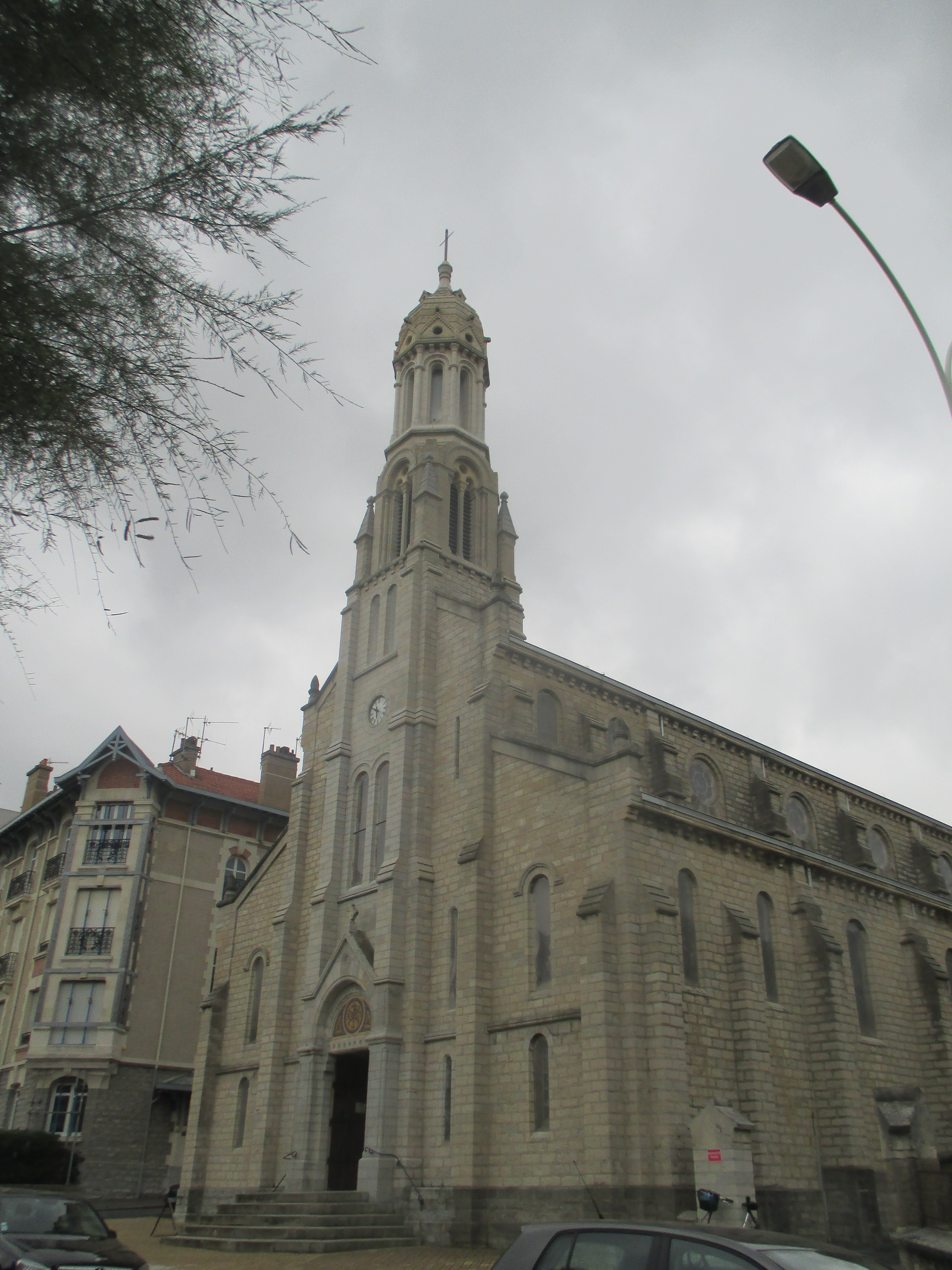

1969年10月，圣嘉禄堂成为堂区教堂，后来成为岩石圣母堂区的一部分（1998年成立），后者包括圣嘉禄堂、圣若瑟堂（Église Saint-Joseph）、圣安珍妮堂（Église Sainte-Eugénie）、圣玛尔定堂（église Saint-Martin）、圣德肋撒堂（église Sainte-Thérèse）和布劳圣神小堂（chapelle du Saint-Esprit du Braou）。自2012年以来，应天主教巴约讷教区马克·艾耶主教的要求，由圣玛尔定堂的神父为这座教堂服务。

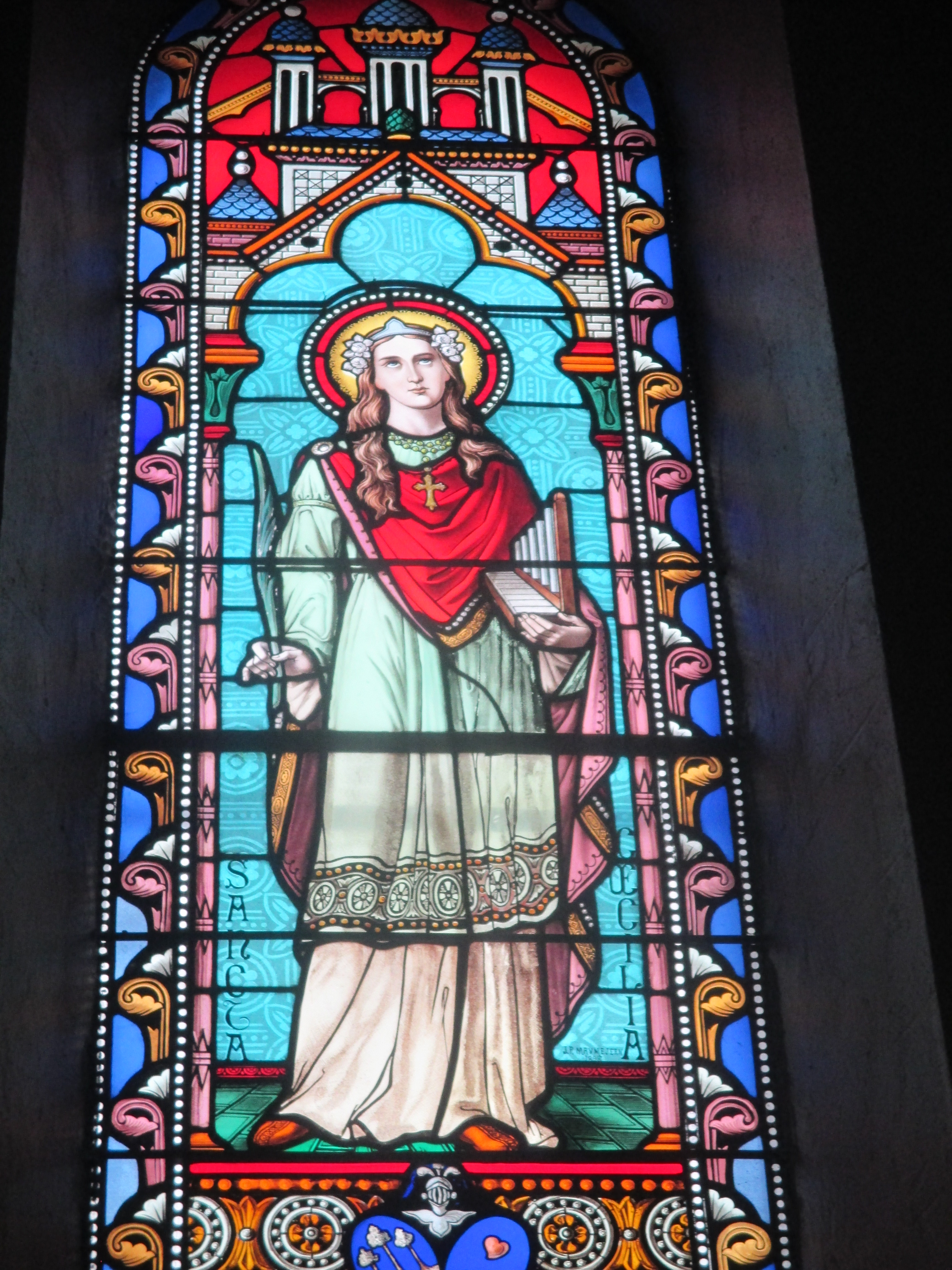
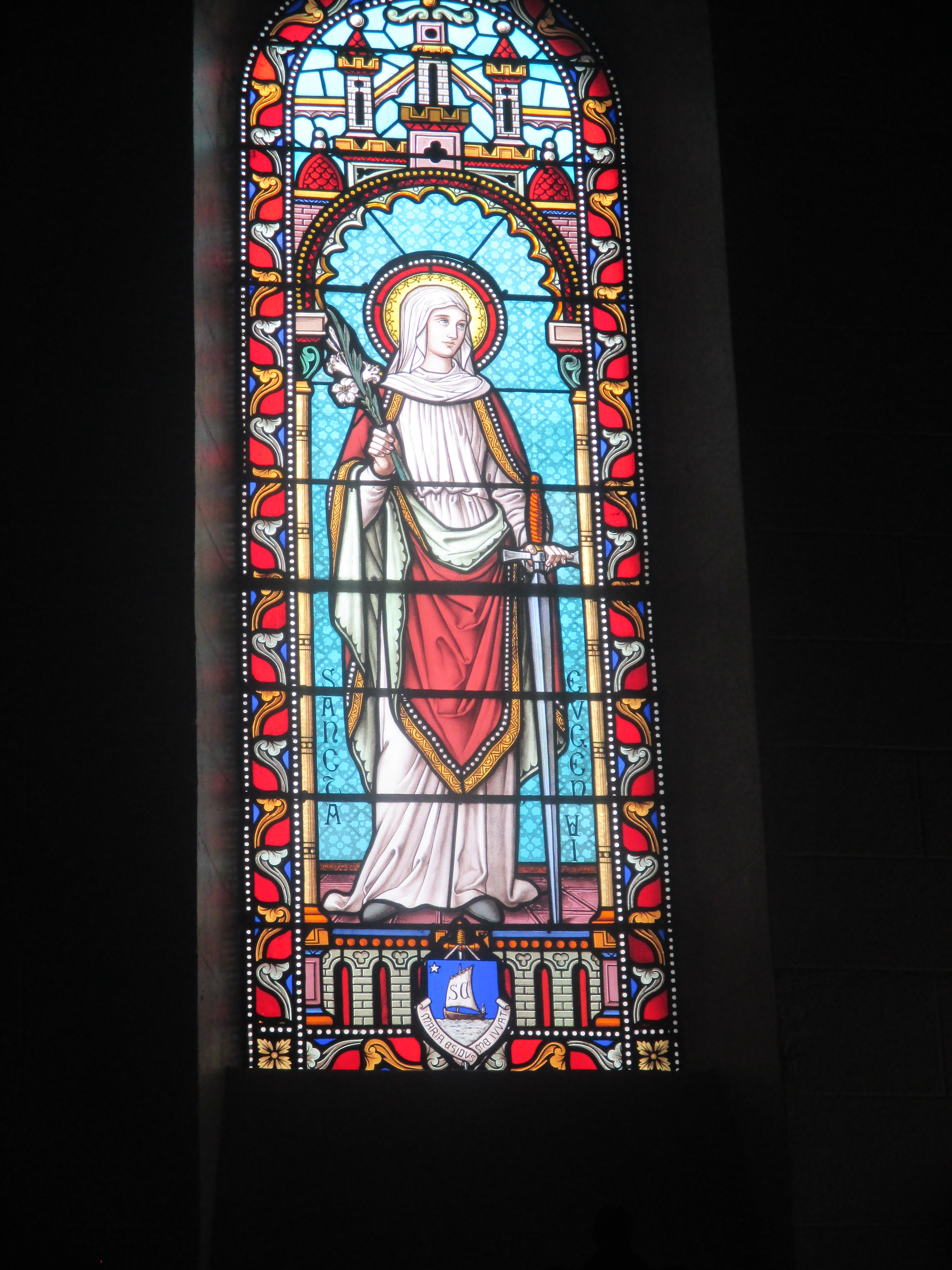
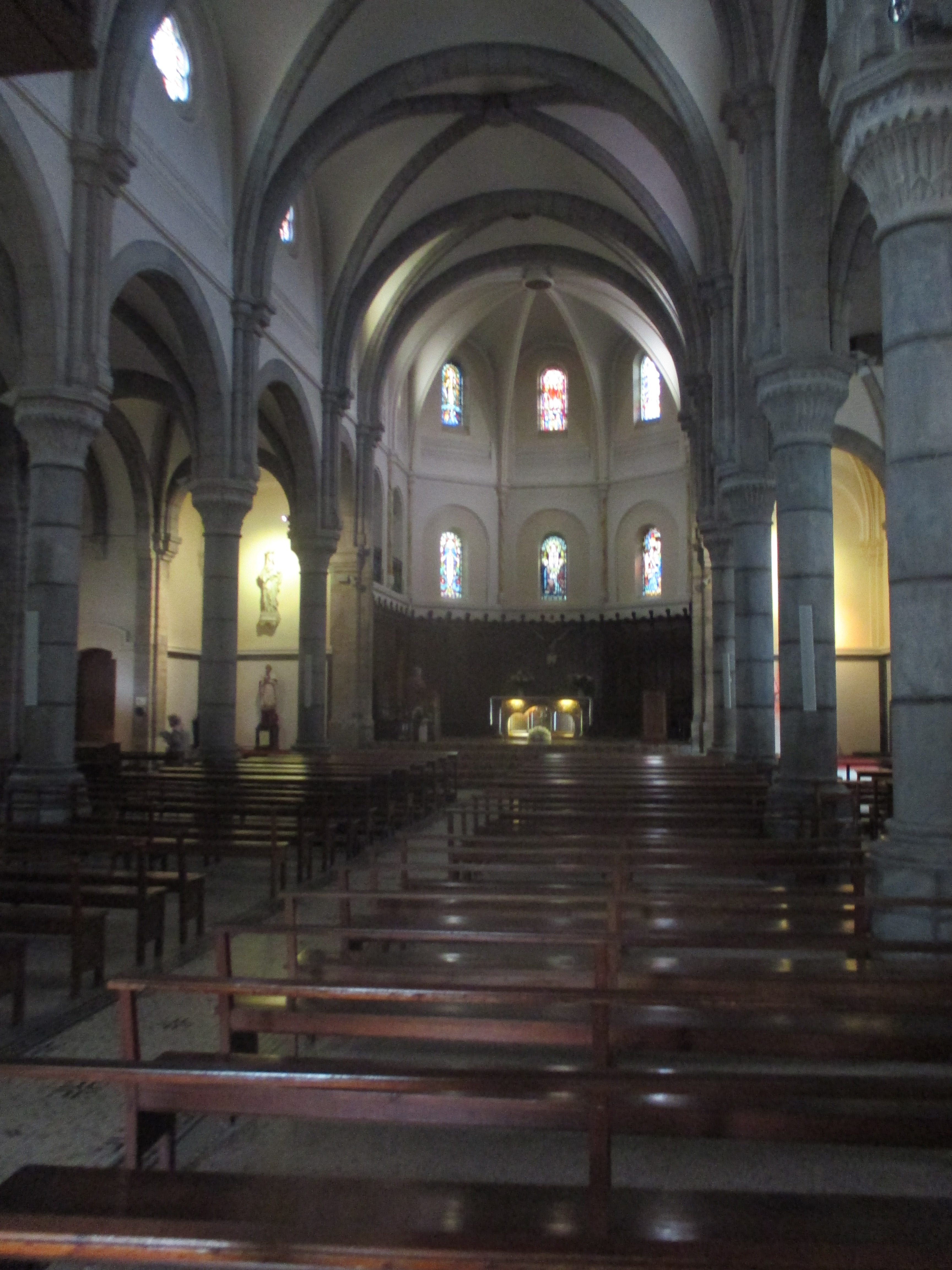
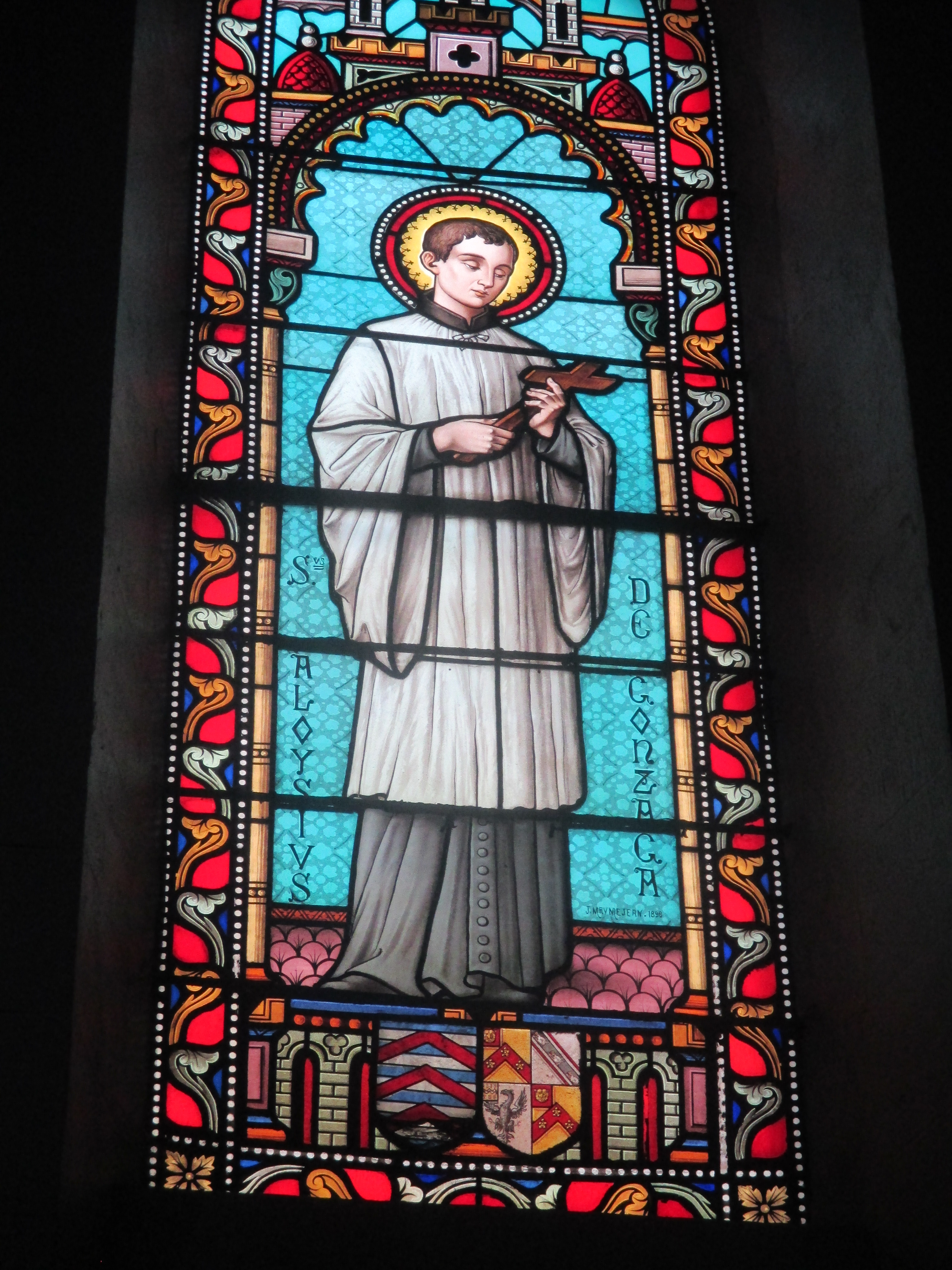
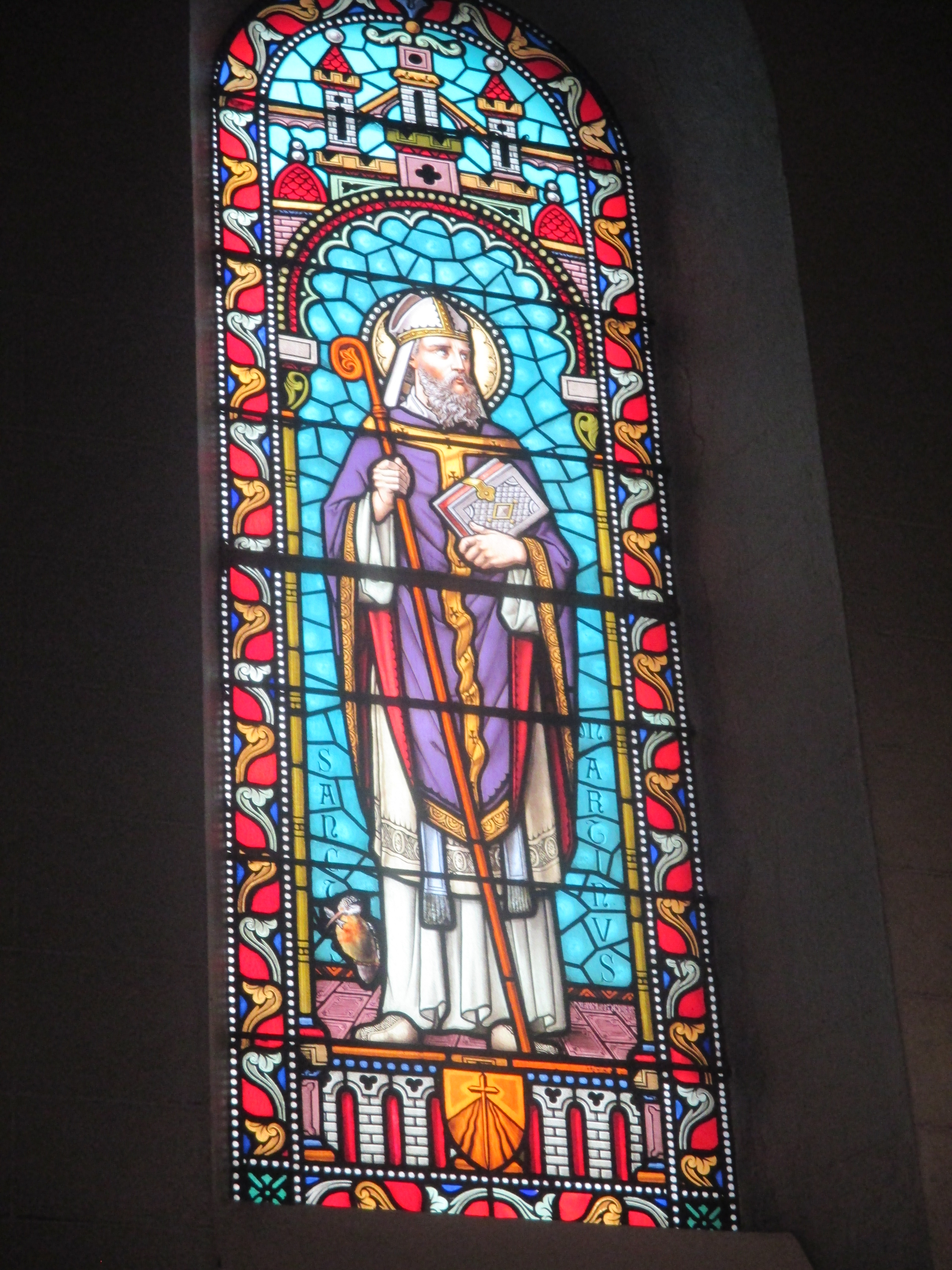